# أسجاردريا
أسجاردريا (بالإنجليزية: Asgardreia)‏ في الفولكلور الشمالي للسكان الأصليين في أمريكا، هو اسم للمطاردة الكبرى في أساطير الشمال، حيث يعتقد الناس أن أرواح الموتی سوف يطلق سراحها أثناء العاصفة.